# Milha
Die Milha war ein portugiesisches Längenmaß und bezeichnete die portugiesische kleine Meile. Die große Meile war die Legoa.
Die Einführung des neuen Maß- und Gewichtssystems bis Ende 1862  in Portugal hatte wenig Einfluss außerhalb von Lissabon und Porto auf die Meilenmaße.
- 1 Milha = 8 Estádios = 9389 ⅓ Palmos = 2065,653 Meter[1]
- 3 Milhas = 1 Legoa